# 飴色パラドックス
『飴色パラドックス』（あめいろパラドックス）は、夏目イサクによる日本の漫画作品。『ディアプラス』（新書館）にて2010年1月号から2012年6月号まで連載。その後『シェリプラス』（同）にて、2014年ハルvol.12より連載中。2011年7月にはドラマCD化、2022年12月には実写テレビドラマ化されている。

## 登場人物
声の項はドラマCDの声優。
尾上聡
声 - 近藤隆
蕪木元治
声 - 前野智昭

## 書誌情報
- 夏目イサク『飴色パラドックス』新書館〈ディアプラス・コミックス〉、既刊7巻（2025年5月1日現在）
  1. 2011年3月30日発売[5]、ISBN 978-4-403-66303-1
  2. 2012年9月29日発売[6]、ISBN 978-4-403-66360-4
  3. 2015年10月30日発売[7]、ISBN 978-4-403-66492-2
  4. 2017年10月2日発売[8]、ISBN 978-4-403-66596-7
  5. 2019年11月1日発売[9]、ISBN 978-4-403-66699-5
  6. 2021年12月1日発売[10]、ISBN 978-4-403-66793-0
  7. 2025年5月1日発売[11]、ISBN 978-4-403-66986-6
- 夏目イサク『飴色パラドックス アソートパック』新書館〈ディアプラス・コミックス〉、2023年2月1日発売[12]、ISBN 978-4-403-66854-8

## ドラマCD
- ドラマCD『飴色パラドックス』
  1. 2011年7月30日発売[4]
  2. 2012年11月28日発売[13]
  3. 2016年2月26日発売

## テレビドラマ
2022年12月15日から2023年2月10日まで毎日放送「ドラマシャワー」枠にてテレビドラマが放送された。
主演は木村慧人 (FANTASTICS from EXILE TRIBE)と山中柔太朗 (M!LK)。

### キャスト
尾上聡 (おのえ　さとし)
演 - 木村慧人 (FANTASTICS from EXILE TRIBE)
週刊「DASH!」記者。
蕪木元治 (かぶらぎ もとはる)
演 - 山中柔太朗 (M!LK)
週刊「DASH!」カメラマン。
雅やん (まさやん)
演 - 樫尾篤紀
居酒屋店主。
カオリ
演 - 宮澤佐江
キャバクラ経営者。
印南圭 (いなみ けい)
演 - 猪塚健太
人気俳優。
春田ゆい (はるた ゆい)
演 - 吉田凛音
元アイドルの女優。
隅田次郎 (すみだ じろう)
演 - 市川知宏
週刊「DASH!」編集部員。
木内泰輔 (きうち たいすけ)
演 - 小柳友
週刊「DASH!」デスク。
編集長
演 - 大浦龍宇一
週刊「DASH!」編集長。

### スタッフ・制作
- 原作 - 夏目イサク『飴色パラドックス』(ディアプラス・コミックス/新書館 刊)[15]
- 監督 - 古厩智之[15]
- 脚本 - 波多野都[1]
- オープニング主題歌：BILLY LAURENT「Go Sign」(Solid Sky Entertainment / LDH Records)[16]
- エンディング主題歌：claquepot「finder」(cqpt)[16]
- 制作プロダクション - ビデオプランニング[15]
- 製作 - 「飴色パラドックス」製作委員会、毎日放送[15]

### 放送日程
| 話数   | 放送日         |
| ------ | -------------- |
| 第1話  | 2022年12月16日 |
| 第2話  | 12月23日       |
| 第3話  | 2023年01月06日 |
| 第4話  | 01月13日       |
| 第5話  | 01月20日       |
| 第6話  | 01月27日       |
| 第7話  | 02月03日       |
| 最終話 | 02月10日       |

### 放送局
| 放送期間                        | 放送時間                    | 放送局       | 対象地域   | 備考            |
| ------------------------------- | --------------------------- | ------------ | ---------- | --------------- |
| 2022年12月15日 - 2023年02月09日 | 木曜 23:00 - 23:30          | テレビ神奈川 | 神奈川県   | 149分先行放送。 |
| 2022年12月16日 - 2023年02月10日 | 金曜 1:29 - 1:59 (木曜深夜) | 毎日放送     | 近畿広域圏 | 製作局          |
| 2022年12月21日 - 2023年02月15日 | 水曜 0:30 - 1:00 (火曜深夜) | 群馬テレビ   | 群馬県     |                 |
| 2022年12月22日 - 2023年02月16日 | 木曜 1:00 - 1:30 (水曜深夜) | とちぎテレビ | 栃木県     |                 |
|                                 | 木曜 23:00 - 23:30          | テレビ埼玉   | 埼玉県     |                 |
|                                 |                             | 千葉テレビ   | 千葉県     |                 |

### ネット配信
| 配信開始月 | 配信サイト    | 配信料金     | 備考       |
| ---------- | ------------- | ------------ | ---------- |
| 2022年12月 | TVer          | 広告付き無料 | 見逃し配信 |
| 2022年12月 | MBS動画イズム | 広告付き無料 | 見逃し配信 |
| 2022年12月 | GYAO!         | 広告付き無料 | 見逃し配信 |
| 2022年12月 | Hulu          | 定額制有料   |            |
| 2022年12月 | Paravi        | 定額制有料   |            |

| 毎日放送 ドラマシャワー | 毎日放送 ドラマシャワー | 毎日放送 ドラマシャワー |
| 前番組                  | 番組名                  | 次番組                  |
| ----------------------- | ----------------------- | ----------------------- |
| 永遠の昨日              | 飴色パラドックス        | ジャックフロスト        |